# FK Ordabasy Chimkent
Maillots
Le Ordabasy Chimkent Fýtbol Klýby (en kazakh : Ордабасы Шымкент футбол клубы, transcription en français : Ordabassy Chymkent Foûtbol Kloûby), plus couramment abrégé en Ordabasy Chimkent, est un club kazakh de football fondé en 2000 et basé dans la ville de Chimkent.

## Historique
- 1998 : fondation du club sous le nom de Dostyk Chymkent de la fusion du Tomiris Chymkent et du Zhiger Chymkent
- 2003 : le club est renommé Ordabasy Chymkent
- 2004 : intégration du Yassy Sayram

### Zhiger Chymkent
- 1949 : fondation du club sous le nom de Dinamo Shymkent
- 1960 : le club est renommé Yenbek Shymkent
- 1961 : le club est renommé Metallurg Shymkent
- 1981 : le club est renommé Meliorator Shymkent
- juin 1992 : le club est renommé Zhiger Shymkent

### Tomiris
- 1992 : fondation du club sous le nom de Arsenal-SKIF Shymkent
- 1993 : le club est renommé SKIF-Ordabasy Shymkent
- 1998 : le club est renommé Tomiris Shymkent
- 1999 : le club est renommé Sintez Shymkent
- 2000 : le club est renommé Tomiris Shymkent

## Bilan sportif

### Palmarès
| \| - Championnat du Kazakhstan (1) : - Champion : 2023 - Coupe du Kazakhstan (2) : - Vainqueur : 2011 et 2022. - Finaliste : 2007 et 2023. - Supercoupe du Kazakhstan (1) : - Vainqueur : 2012. - Finaliste : 2023 et 2024. \| \| - Championnat du Kazakhstan de D2 (2) : - Champion : 1998 et 2001. \| |  |                                                                    |
| - Championnat du Kazakhstan (1) : - Champion : 2023 - Coupe du Kazakhstan (2) : - Vainqueur : 2011 et 2022. - Finaliste : 2007 et 2023. - Supercoupe du Kazakhstan (1) : - Vainqueur : 2012. - Finaliste : 2023 et 2024.                                                                                |  | - Championnat du Kazakhstan de D2 (2) : - Champion : 1998 et 2001. |

### Classements en championnat
La frise ci-dessous résume les classements successifs du club en championnat.

### Bilan par saison
Légende
- Vainqueur de la compétition
- Vice-champion ou finaliste de la compétition
- Troisième de la compétition
- Promotion en division supérieure
- Relégation en division inférieure

| Saison | Championnat | Championnat | Championnat | Championnat | Championnat | Championnat | Championnat | Championnat | Championnat | Championnat | Coupe du Kazakhstan |
| Saison | Division    | Pos         | Pts         | J           | V           | N           | D           | BP          | BC          | Diff        | Coupe du Kazakhstan |
| ------ | ----------- | ----------- | ----------- | ----------- | ----------- | ----------- | ----------- | ----------- | ----------- | ----------- | ------------------- |
| 2000   | 1re         | 13e         | 19          | 28          | 5           | 4           | 19          | 24          | 53          | -29         | Huitièmes de finale |
| 2001   | 1re         | 16e         | 21          | 32          | 4           | 9           | 19          | 28          | 58          | -30         | Huitièmes de finale |
| 2002   | 2e          | 3e          | 42          | 24          | 13          | 3           | 8           | 37          | 28          | +9          | Seizièmes de finale |
| 2003   | 1re         | 6e          | 49          | 32          | 15          | 4           | 13          | 33          | 29          | +4          | Seizièmes de finale |
| 2004   | 1re         | 14e         | 40          | 36          | 11          | 7           | 18          | 37          | 43          | -6          | Seizièmes de finale |
| 2005   | 1re         | 6e          | 49          | 30          | 14          | 7           | 9           | 30          | 27          | +3          | Quarts de finale    |
| 2006   | 1re         | 13e         | 32          | 30          | 8           | 8           | 14          | 29          | 36          | -7          | Huitièmes de finale |
| 2007   | 1re         | 9e          | 38          | 30          | 9           | 11          | 10          | 28          | 29          | -1          | Finale              |
| 2008   | 1re         | 12e         | 30          | 30          | 7           | 9           | 14          | 25          | 44          | -19         | Huitièmes de finale |
| 2009   | 1re         | 7e          | 36          | 26          | 10          | 6           | 10          | 33          | 30          | +3          | Huitièmes de finale |
| 2010   | 1re         | 8e          | 45          | 32          | 12          | 9           | 11          | 37          | 34          | +3          | Demi-finales        |
| 2011   | 1re         | 6e          | 28          | 32          | 11          | 10          | 11          | 41          | 36          | +5          | Vainqueur           |
| 2012   | 1re         | 7e          | 39          | 26          | 10          | 9           | 7           | 29          | 24          | +5          | Quarts de finale    |
| 2013   | 1re         | 6e          | 23          | 32          | 11          | 8           | 13          | 33          | 34          | -1          | Quarts de finale    |
| 2014   | 1re         | 4e          | 27          | 32          | 13          | 5           | 14          | 34          | 44          | -10         | Huitièmes de finale |
| 2015   | 1re         | 4e          | 29          | 32          | 12          | 10          | 10          | 32          | 31          | +1          | Huitièmes de finale |
| 2016   | 1re         | 4e          | 48          | 32          | 13          | 9           | 10          | 41          | 44          | -3          | Quarts de finale    |
| 2017   | 1re         | 3e          | 58          | 33          | 18          | 4           | 11          | 44          | 37          | +7          | Demi-finales        |
| 2018   | 1re         | 4e          | 46          | 33          | 13          | 7           | 13          | 38          | 44          | -6          | Quarts de finale    |
| 2019   | 1re         | 3e          | 65          | 33          | 19          | 8           | 6           | 52          | 24          | +28         | Demi-finales        |
| 2020   | 1re         | 5e          | 31          | 20          | 9           | 4           | 7           | 27          | 26          | +1          | —                   |
| 2021   | 1re         | 5e          | 38          | 26          | 10          | 8           | 8           | 36          | 35          | +1          | Phase de groupes    |
| 2022   | 1re         | 5e          | 38          | 26          | 12          | 5           | 10          | 36          | 39          | -3          | Vainqueur           |
| 2023   | 1re         | 1er         | 58          | 26          | 18          | 4           | 4           | 48          | 21          | +27         | Finale              |

### Bilan continental
Note : dans les résultats ci-dessous, le score du club est toujours donné en premier.
| Saison    | Compétition             | Tour                | Club                 | Domicile | Extérieur | Total             |
| Asie      | Asie                    | Asie                | Asie                 | Asie     | Asie      | Asie              |
| --------- | ----------------------- | ------------------- | -------------------- | -------- | --------- | ----------------- |
| 1996-1997 | Coupe des coupes        | Premier tour        | Turan Dashoguz       | 5 - 1    | 0 - 0     | 5 - 1             |
| 1996-1997 | Coupe des coupes        | Huitièmes de finale | Shakhtyor Kyzyl-Kiya | 7 - 2    | 0 - 1     | 7 - 3             |
| 1996-1997 | Coupe des coupes        | Quarts de finale    | Esteghlal Téhéran    | 0 - 1    | 0 - 0     | 0 - 1             |
| Europe    |                         |                     |                      |          |           |                   |
| 2012-2013 | Ligue Europa            | Premier tour Q      | FK Jagodina          | 0 - 0    | 1 - 0     | 1 - 0             |
| 2012-2013 | Ligue Europa            | Deuxième tour Q     | Rosenborg BK         | 1 - 2    | 2 - 2     | 3 - 4             |
| 2015-2016 | Ligue Europa            | Premier tour Q      | Beitar Jérusalem     | 0 - 0    | 1 - 2     | 1 - 2             |
| 2016-2017 | Ligue Europa            | Premier tour Q      | FK Čukarički         | 3 - 3    | 0 - 3     | 3 - 6             |
| 2017-2018 | Ligue Europa            | Premier tour Q      | Široki Brijeg        | 0 - 0    | 0 - 2     | 0 - 2             |
| 2019-2020 | Ligue Europa            | Premier tour Q      | Torpedo Koutaïssi    | 1 - 0    | 2 - 0     | 3 - 0             |
| 2019-2020 | Ligue Europa            | Deuxième tour Q     | FK Mladá Boleslav    | 2 - 3    | 1 - 1     | 3 - 4             |
| 2020-2021 | Ligue Europa            | Premier tour Q      | FC Botoșani          | 1 - 2    | N/A       | 1 - 2             |
| 2023-2024 | Ligue Europa Conférence | Deuxième tour Q     | Legia Varsovie       | 2 - 2    | 2 - 3     | 4 - 5             |
| 2024-2025 | Ligue des champions     | Premier tour Q      | Petrocub Hîncești    | 0 - 0    | 0 - 1     | 0 - 1             |
| 2024-2025 | Ligue Conférence        | Deuxième tour Q     | FC Differdange 03    | 4 - 3 ap | 0 - 1     | 4 - 4 (4 - 3 tab) |
| 2024-2025 | Ligue Conférence        | Troisième tour Q    | FC Pyunik            | 0 - 2    | 0 - 1     | 0 - 3             |
| 2025-2026 | Ligue Conférence        | Premier tour Q      | Torpedo Koutaïssi    | 1 - 1    | 3 - 4     | 4 - 5             |

Légende
- Victoire ou qualification pour le tour suivant
- Match nul
- Défaite ou élimination de la compétition

## Personnalités du club

### Présidents du club
- Kaïsar Abdraïmov
- Bakhit Baïboutaïev
- Bakhtiar Baïsseitov
- Nourzhan Kataïev

### Entraîneurs du club
La liste suivante présente les différents entraîneurs connus de l'Ordabasy Chimkent,.
- Shamil Khafizov (1998 - août 1999)
- Vait Talgaïev (août 1999 - décembre 1999)
- Shamil Khafizov (janvier 2000 - juillet 2000)
- Kenzhebaev Kamalovitch (juillet 2000 - décembre 2000)
- Bauyrzhan Baïmoukhammedov (2001)
- Shamil Khafizov (2002)
- Serhiy Shevtchenko (janvier 2003 - avril 2003)
- Bakhtiar Baïseïtov (en) (juin 2003 - mai 2004)
- Vladimir Lintchevski (juin 2004 - août 2004)
- Faizulla Ourdabaïev (août 2004 - septembre 2004)
- Bakhtiar Baïseïtov (en) (septembre 2004 - décembre 2004)
- Andreï Vaganov (janvier 2005 - juin 2006)
- Kenzhebaïev Kamalovitch (juin 2006 - octobre 2006)
- Ali Souyoumagambetov (octobre 2006 - novembre 2006)
- Kenzhebaïev Kamalovitch (novembre 2006 - décembre 2006)
- Marco Bragonje (2007)
- Berdimoukhamedov Isaïevitch (janvier 2008 - mai 2008)
- Jovica Nikolić (juin 2008 - octobre 2008)
- Kenzhebaïev Kamalovitch (octobre 2008 - décembre 2008)
- Vladimir Nikitenko (janvier 2009 - décembre 2009)
- Anatoli Yourevitch (janvier 2010 - août 2010)
- Vladimir Beliavski (août 2010 - mars 2011)
- Viktor Pasulko (mars 2011 - décembre 2012)
- Vakhid Masoudov (janvier 2013 - avril 2013)
- Viktor Pasulko (avril 2013 - mars 2014)
- Kouanich Karakoulov (mars 2014 - avril 2014)
- Saulius Širmelis (avril 2014 - novembre 2014)
- Viktor Koumykov (décembre 2014 - août 2015)
- Bakhtiar Baïseïtov (en) (août 2015 - décembre 2016)
- Alekseï Petrouchine (février 2017 - décembre 2017)
- Georgi Dermendzhiev (janvier 2018 - juin 2018)
- Kakhaber Tskhadadze (juin 2018 - décembre 2020)
- Aleksandr Sedniov (en) (depuis janvier 2021)

### Anciens joueurs
- Taoufik Salhi
- Andrezinho

### Effectif actuel
| N° | Nat.                             | Poste | Nom du joueur                        |
| -- | -------------------------------- | ----- | ------------------------------------ |
| 1  | Drapeau du Kazakhstan            | G     | Bekkhan Shayzada                     |
| 5  | Drapeau du Kazakhstan            | D     | Damir Dautov                         |
| 6  | Drapeau du Kazakhstan            | D     | Ular Zhaksybaev                      |
| 7  | Drapeau d'Afrique du Sud         | M     | May Mahlangu (en prêt de Ludogorets) |
| 8  | Drapeau du Kazakhstan            | D     | Temirlan Erlanov                     |
| 9  | Drapeau du Kazakhstan            | A     | Vitali Li                            |
| 10 | Drapeau de la Bosnie-Herzégovine | M     | Mirzad Mehanović                     |
| 11 | Drapeau de l'Ukraine             | M     | Kyrylo Kovalchuk                     |
| 12 | Drapeau du Kazakhstan            | G     | Dmytro Nepohodov                     |
| 14 | Drapeau du Kazakhstan            | M     | Samat Shamshi                        |
| 17 | Drapeau du Kazakhstan            | M     | Mardan Tolebek                       |
| 19 | Drapeau du Kazakhstan            | D     | Marat Bystrov                        |

| No. | Nat.                   | Position | Nom du joueur                      |
| --- | ---------------------- | -------- | ---------------------------------- |
| 20  | Drapeau du Kazakhstan  | A        | Toktar Zhangylyshbay               |
| 21  | Drapeau du Kazakhstan  | M        | Mukhit Zhaksylyk                   |
| 22  | Drapeau du Sénégal     | M        | Abdoulaye Diakate                  |
| 23  | Drapeau du Kazakhstan  | M        | Adilkhan Dobay                     |
| 25  | Drapeau du Kazakhstan  | D        | Serhiy Malyi                       |
| 27  | Drapeau du Kazakhstan  | M        | Timur Dosmagambetov                |
| 29  | Drapeau de l'Argentine | D        | Pablo Fontanello                   |
| 33  | Drapeau du Kazakhstan  | M        | Elkhan Astanov                     |
| 37  | Drapeau du Brésil      | A        | João Paulo (en prêt de Ludogorets) |
| 77  | Drapeau du Kazakhstan  | D        | Talgat Adyrbekov                   |
| 88  | Drapeau du Kazakhstan  | A        | Madihan Aitbaev                    |
| 99  | Drapeau du Kazakhstan  | A        | Aleksey Shchotkin                  |

## Identité visuelle

Ancien logo
Logo actuel